# Sojuz 38
Sojuz 38  byla kosmická loď SSSR z roku 1980, která dopravila na sovětskou orbitální stanici Saljut 6 mezinárodní rusko/kubánskou posádku. Podle katalogu COSPAR dostala označení 1980-075A. Byl to 74. registrovaný let kosmické lodě s lidmi na palubě ze Země. Jejím volacím znakem byl TAJMYR.

## Posádka
Dvoučlennou posádku, sedmou mezinárodní v rámci programu Interkosmos tvořili tito kosmonauti:
- Jurij Romaněnko, Rus, 36 roků, druhý let
- Arnaldo Tamayo Mendez z Kuby, 38 roků, první, zároveň poslední let

## Průběh letu

### Start
Loď odstartovala 18. září 1980 večer z kosmodromu Bajkonur s pomocí rakety Sojuz U. Start se vydařil, loď se dostala na orbitu 195 – 287 km, bez problémů fungoval i zapnutý systém automatického přibližování. K pevnému připojení na zadní spojovací uzel stanice došlo večer 19. září 1980 a krátce po půlnoci SEČ oba kosmonauti přešli do Saljutu 6.
Zde se setkali se čtvrtou základní posádkou stanice, kosmonauty Leonidem Popovem a Valerijem Rjuminem, kteří zde sloužili již téměř půl roku.
V době jejich příletu měla za sebou stanice 3 roky existence na oběžné dráze Země. U jejího předního uzlu byla připojena loď Sojuz 37, se kterou přiletěla předchozí návštěva s kosmonauty Gorbatkem a Pham Tuanem. Ta odletěla v lodi jiné, Sojuzu 36 a svou loď zanechala zde pro potřeby stálé posádky.

### Práce na stanici
Mezinárodní návštěva na stanici strávila sedm pracovních dní a během nich provedla celá čtveřice 22 sovětsko-kubánských experimentů různého charakteru. Názvy některých z nich: Cortex, Vision, Balance, Immunidad, Antropometria.
Potom si posádka Sojuzu 38 do své lodi přenesla osobní věci i výsledky experimentů.

### Odlet domů
Romaněnko s Méndezem nastoupili 26. září 1980 do své lodě, po několika hodinách se od stanice odpojili a zahájili sestupný manévr. Oddělená kabina s pomocí padákového systému přistála téhož dne asi 175 km od Džeskazganu na území Kazachstánu.
Stanice Saljut 6 zůstala na oběžné dráze Země i se svou stálou posádkou.

## Konstrukce Sojuzu
Udaná startovací hmotnost byla 6800 kg vč.200 kg paliva pro manévrování a brzdění. Loď se obdobně jako ostatní lodě Sojuz skládala ze tří částí, kulovité orbitální sekce, návratové kabiny a sekce přístrojové. Měla namontováno spojovací zařízení a padákový systém.